# Serrat de l'Oriol (Seva)
El Serrat de l'Oriol és una serra situada entre els municipis de Seva i de Viladrau a la comarca d'Osona, amb una elevació màxima de 1.224 metres.